# Біловодський районний краєзнавчий музей
Білово́дський районний краєзна́вчий музе́й — районний державний краєзнавчий музей у смт Біловодськ, який розкриває історію Біловодщини, що у Луганській області.

## Історія музею
Ідея створення музею випливла з того, що місцевими органами влади прийнято рішення написати нарис з історії Біловодщини для 26-томної «Історії міст і сіл Української РСР». Над цією темою розпочали роботу місцеві краєзнавці: М. Ф. Дятченко та В. І. Матлаєв. Письмових джерел не існувало, тому було проведено кропітку роботу в архівах бібліотеки Академії Наук України та архівах Міністерства оборони колишнього СРСР і опитано місцевих старожилів. В архівах бібліотеки імені Леніна знайдено книгу С. Косміна «Церковно-приходський літопис слободи Біловодськ». Це стало єдиним відомим письмовим джерелом з історії Біловодщини XIX — початку XX століття. Книга розповідала про будівництво місцевого храму, про життя і побут біловодчан, розвиток ремесел, сільського господарства, торгівлі, ниткарства. Тут згадується про низку пожеж, що виникали в період посухи, епідемії, вказується кількість жителів, їх національний і соціальний склад. В червні 1964 року, на основі історичних джерел, нарис було написано. Після цього, у 1965 році, на засіданні бюро райкому компартії України прийняли рішення про створення в Біловодську краєзнавчого музею, затверджено його раду. Головою ради музею призначено М. Ф. Дятченка.
5 листопада 1967 року рішенням Біловодської районної ради народних депутатів музей засновано як історичний на громадських засадах. Статус «народного» музей отримав в грудні 1982 року внаслідок рішення колегії культури УРСР. Нову назву, профіль та статус — районний краєзнавчий музей державної мережі заклад отримав У 1990 році. Спочатку експонати музею розташовувались на першому поверсі колишнього купецького будинку, згодом — у колишній конторі райспоживспілки, спорудженій в 50-х роках XX ст. Для відвідувачів музей відкрито 05.11.1981 року. У 1989 році зроблено прибудову до існуючої споруди музею. У 1990 році відбулось відкриття експозиції. Рада музею, зокрема її голова, проводили активний збір матеріалу селами району. Місцеві жителі передавали пам'ятки на збереження в музей. Першим завідувачем новоствореного музею стала К. Ю. Шевченко. У 1978 році на цю посаду призначили Р. К. Парамєєву, в 1981 — П. А. Клименка, а з 1982 — М. Ф. Дятченка, який розширив фонди музею, листувався з архівами, дописуючи історію Біловодщини і працював на цій посаді до 1996 року. У 1993 році двотисячним тиражем вийшла з друку книга М. Ф. Дятченка «Біловодськ. Минуле й сучасне старовинного міста».

## Експозиція музею

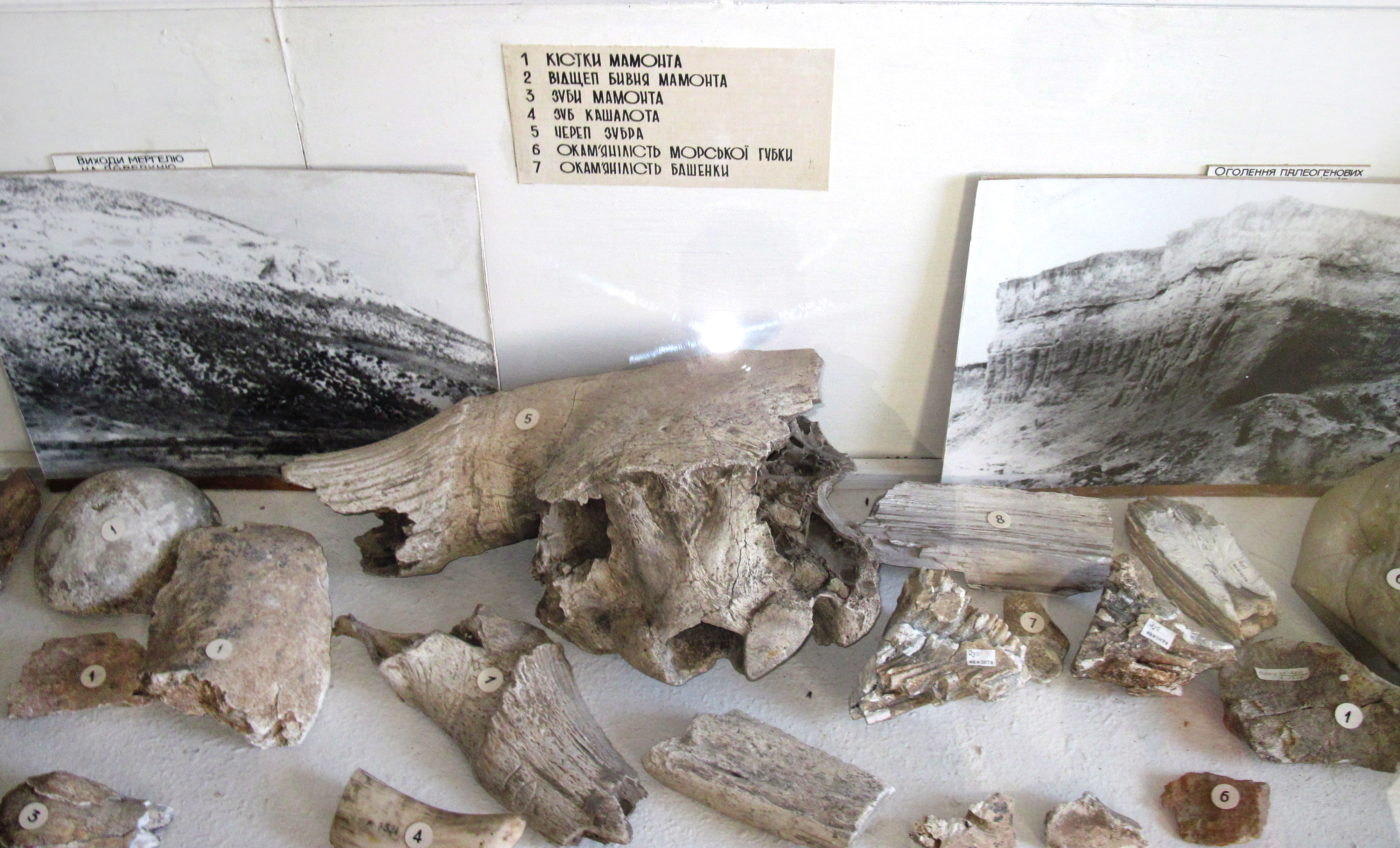
Фрагмент експозиції Біловодського краєзнавчого музею в залі Археологія

Музей має такі експозиційні зали: «Природа», «Екологія», «Археологія», «Етнографія», «Громадянська війна», «Друга світова війна», «Виставковий зал». Загальна площа музею — 400 м2.
Фонди музею становлять понад 5600 одиниць зберігання в тому числі основного фонду — 4000, 1800 з яких експонується. В музеї зберігаються колекції — картин, нумізматики, етнографії, фотодокументів, археології.

## Картинна галерея
З 1992 року в музеї розгорнуто картинну галерею, основу якої становлять картини художників-земляків П. П. Мірошниченко, М. А. Новікова, М. І. Шуліки, передані ними в дар. На картинах севастопольського живописця П. П. Мірошниченка зображена Кримська природа, промислові споруди Донбасу, Біловодські землі. Особливий інтерес у глядачів викликають його пейзажі, які написані в різний час і відтворюють багатогранний образ рідного краю: «Рідний дім», «Околиця села», «Рідні берега», «Біловодськ», «Річка Деркул», «Хліба дозрівають». Полотна Н. І. Шуліки відображають природу та історію Слобожанщини від заселення її швидкими селянами наприкінці XVII ст. і до наших днів, зокрема цікавими є картини: «Заселення Дикого поля», «У загін до Булавіна» і панорама «Біловодськ — повітовий центр кіннозаводського округу», де показані околиці Деркула та кінного заводу, розташованого тут. Крім того, на полотнах зображені трагічні сторінки краю. Одне з них розповідає про насильницьку колективізацію селянства, де господар двору прощається з конем, а господиня — з коровою на фоні голодного села 1933 року. На інших — тема Другої світової війни: «Втеча окупантів», «Звільнення».
Художник М. А. Новіков, який мешкає в Таганрозі, в 1989 році подарував краєзнавчому музею і музею хліба СПТУ № 115 30 своїх картин. Серед них полотна: «Портрет Героя Радянського Союзу А. А. Новікова», брата художника, а також пейзажі «Біловодськ», «Річка Деркул», «Будиночок Чехова», які викликаюсь інтерес відвідувачів. На військову тему ним написані полотна про оборону Криму в роки Другої світової війни — «Аджимушкай. Двоє», «Аджимушкайська Катюша».
У картинній галереї виставлені картини п'ятигорського художника В. І. Новкунського, які розповідають про подвиг земляка-альпініста А. В. Пастухова: «Ельбрус», «Казбек», «Дагестан», «Бештау», «Машук», «Обеліск на могилі Пастухова». В оформленні нової експозиції краєзнавчого музею взяв участь випускник Луганського художнього училища В. М. Кувічко. Ним створено діорами «Перші поселенці Біловодська», «Цілинний степ», живописні панно «Донські козаки» і «Воїн-сармат» та ін.
У краєзнавчому музеї представлені твори декоративно-прикладного мистецтва і анімалістичні роботи В. Ф. Євтушенко і А. В. Євтушенко, В. Л. Мірошниченка, К. І. Гребенника, І. А. Дреєва і Г. А. Кононенко.
Серед майстрів художньої вишивки виділяються роботи Біловодських народних умільців Ф. І. Полякової та її дочки Т. М. Чумак, а також колгоспниці Н. П. Рибалко із села Бараниківка. Майстринями килимових виробів стали А. X. Ковбаса із села Семикозівка і Т. А. Пінчук із села Литвинівка. У районі цінуються роботи самодіяльного майстра з виготовлення музичних інструментів Д. В. Сіпакова. Виготовлені ним скрипки використовує оркестр музичних інструментів села Бараниківка.

## Сьогодення музею
Щорічно музей відвідують понад 4000 осіб, з яких 70 % відвідувачів це діти, підлітки, молодь. Відвідувачі мають можливість побачити понад 170 оглядових та тематичних екскурсій. Для учнів у музеї проводяться пізнавальні та виховні бесіди, тематичні уроки, усні журнали, зустрічі з цікавими людьми, дні відкритих дверей. Традиційно тут проводяться й шкільні виховні години, що стимулює інтерес молоді до історії свого краю. Експозиції музею постійно оновлюються. Проводиться робота по створенню фонотеки спогадів ветеранів Другої світової війни, а також свідків Голодомору та політичних репресій.
Музей є частиною обласного туристичного кільця, куди, крім музею, входять ландшафтний парк «Біловодський», храм Святої Трійці, Деркульский, Лимарівський та Новоолександрівський кінні заводи. Закладом укладено договір з обласним туристичним бюро, що дає змогу приймати відвідувачів з інших областей України та іноземних туристів, які мають змогу здійснити екскурсію за 4 туристичними маршрутами: «Край степових ковилів та воронцових просторів», «Біловодськ туристичний», «Стежинами біловодського краю», «Старовинний Біловодськ» та маршрут вихідного дня. Цими маршрутами подорожували не тільки українці, а й делегації з Франції, Китаю, Росії, Польщі, Англії, Канади.